# Peter Michaelides
Peter Savas Michaelides (Grieks: Πέτρος Σ. Μιχαηλίδης) (Athene, 20 mei 1930 – 10 december 2017) was een Grieks-Amerikaans componist en muziekpedagoog.

## Levensloop
Michaelides kwam in 1937 naar de Verenigde Staten. Hij studeerde muziektheorie en compositie bij Joseph Wood aan het Oberlin Conservatory of Music in Oberlin. Vervolgens studeerde hij bij Halsey Stevens aan de University of Southern California in Los Angeles, waar hij promoveerde tot Doctor of Musical Arts. Als muziekdocent begon hij zijn carrière aan de Universiteit van Californië - Santa Barbara, waar hij leerde van 1962 tot 1964. In de navolgende twee jaar was hij docent aan het Lewis and Clark College in Portland. Vanaf 1965 was hij docent en later professor aan de Universiteit van Noord-Iowa in Cedar Falls.
Als componist schreef hij werken voor orkest en harmonieorkest, maar vooral liturgische werken en andere kerkmuziek.
Dr. Peter Savas Michaelides overleed in 2017 op 87-jarige leeftijd.

## Composities

### Werken voor orkest
- 1972 Forces IV, voor kamerorkest

### Werken voor harmonieorkest
- 1968 Lamentations, voor vocale solisten, sprekend koor, dubbelkoor en groot harmonieorkest
- 1969 Forces I, voor klein harmonieorkest
- 1970 Forces II, voor harmonieorkest

### Missen en andere kerkmuziek
- 1960  The Divine Liturgy of St. John Chrysostom, voor gemengd koor
  1. Opening Blessing and Litany of Peace
  2. First Antiphon
  3. Short Litany
  4. Second Antiphon
  5. Short Litany (Third Antiphon Omitted)
  6. Entrance With the Holy Gospel
  7. Apolytikion for St. Barbara
  8. Kontakion of the Forefeast of the Nativity
  9. Trisagion
  10. Prokeimenon and Apostle
  11. Alleluiarion
  12. Gospel
  13. Litany of Fervent Supplication
  14. Cherubic Hymn
    1. Ekphonesis
    2. Opening Section
    3. The Great Entrance
    4. After The Entrance

  15. Litany of the Precious Gifts And Kiss Of Peace
  16. The Creed
  17. The Holy Oblation (Anaphora)
    1. Dialogue
    2. Ekphonesis and the Sanctus
    3. Words Of Institution And Acclamation

  18. Megalynarion
  19. Litany before the Lord's Prayer
  20. The Lord's Prayer
  21. Communion of the clergy
  22. Distribution of Holy Communion Of The Laity
  23. Post Communion Hymns
    1. Of Thy Mystical Supper
    2. We Have Seen The True Light
    3. Let Our Mouths Be Filled

  24. Thanksgiving and (Constantinopolitan Dismissal)
  25. Final (Monastic) Dismissal
- 1960 Lord, Now Lettest Thou, voor gemengd koor
- Forces III - Psalm 130, voor gemengd koor (72 zangers) a capella
- Magnification of the nativity - 2 Eastern Orthodox hymns for Christmas, voor gemengd koor
- Thy Nativity, voor gemengd koor
- Chris is Born, voor gemengd koor

### Vocale muziek

#### Liederen
- 1967 Perspectives 1967, zangcyclus foor sopraan en piano

### Werken voor klavecimbel
- Four Nocturnes

## Publicaties
- Vaclav Nelhybel. Composer for Concert Band. in: Music Educators Journal 54, 1968, 8, ISSN 0027-4321